# Resolució 146 del Consell de Seguretat de les Nacions Unides
La Resolució 146 del Consell de Seguretat de les Nacions Unides, aprovada per unanimitat el 9 d'agost de 1960, després d'un informe del Secretari General de les Nacions Unides sobre l'aplicació de les resolucions 143 i 145, el Consell va confirmar la seva autoritat per dur a terme la seva responsabilitat i va demanar a Bèlgica que retirés les seves tropes de Katanga. El Consell, alhora que reafirma que la Força de les Nacions Unides a Congo no seria part ni intervenia en cap conflicte intern, va declarar que l'entrada de les Forces de les Nacions Unides a Katanga era necessària per a la plena implementació de la present resolució.
La resolució va ser aprovada per nou vots; França i Itàlia es van abstenir.